# Odoaker
Odoaker (germansk: Audawakrs, engelsk: Odoacer) (født ca. 433, død 493) var leder for det germanske folk herulerne.
Hans far var Edekon (Edicio), som havde stået i hunnerkongen Attilas tjeneste. Han er mest kendt som den der afsatte den sidste romerske kejser, Romulus Augustus, den 4. september 476.
Odoaker var den første germanske kejser. Han beholdt ikke titlen længe, da han pga. strategiske hensyn afsagde sig sin kejsertitel i 476, da han ikke ønskede en unødvendig konfrontation med det østromerske rige. Odoaker aflagde sin titel og sendte det kejserlige insignia til den østromerske kejser Zeno og blev i stedet konge over Italien. Hans tidligere kejsertitel overgik til den tidligere kejser Nepos, som var gået i eksil i Dalmatien. Kejsertitlen gav dog ingen synderlig magt i den svækkede position, som Nepos stod i. Odoaker kæmpede for at samle riget, og i 477 besejrede han vandalerne i Syditalien og erobrede hele Sicilien. Efter at kejser Nepos blev snigmyrdet i 480, samlede Odoaker en styrke og annekterede Dalmatien. Det lykkedes ham at opnå retten til at danne et styrende råd og at slå mønter. Odoaker indgik en pagt med visigotherne (vestgoterne) og frankerne for at sikre riget imod burgundere, alamannere og saksere. Hans popularitet var støt stigende, og alliancen med frankerne og vestgoterne styrkede hans rige. Dette begyndte at bekymre den østromerske kejser Zeno.
Han arbejdede på at udbygge sin indflydelse yderligere, og i året 484 sluttede han sig til et internt østromersk oprør, anført at hærføreren Illus imod kejser Zeno. Kejseren reagerede på dette ved at bede sine vasaller i Noricum (nuværende Østrig) – som var rugierne – om at drage imod Italien. Odoaker reagerede dog på dette og førte i 487 sin hær imod rugianerne i Noricum og besejrede dem; de overlevende rugianere flygtede til ostrogothernes (østgoternes) lejr.
Kejser Zeno startede i 488 en verbal kampagne omkring Odoakers andel i oprøret anført af Illus i 484. Denne smædekampagne dannede grundlag for, at der skabtes en opposition imod Odoaker. Oppositionen kom primært til at bestå af østgotere, og Zeno lagde ikke fingrene imellem: han lovede den østgotiske konge Theodorik (Også kaldet Theodorik den Store og i danske folkeviser: Berner Rise), søn af Amal, at hvis han afsatte Odoaker, så ville han få Italien. I år 488 ledede Theodorik sin hær over de Julianske Alper og slog Odoaker ved Aquileia, og herefter fulgte en række nederlag, hvor den germansk-italienske hær bl.a. blev slået af østgoterne ved Verona i 489, og endeligt ved Adda-floden samme år. Herefter valgte Odoaker at trække sig tilbage til Ravenna. Theodorik belejrede Ravenna i tre år, uden at der kom nogen afgørelse i kampene. Men efter denne periode med uro underskrev de to parter i 493 en fredsaftale, hvor der stod, at de skulle dele Italien mellem sig. Efter denne aftale blev der afholdt en festbanket til ære for fremskridtet, men midt under banketten udbragte Theodorik en skål og dræbte derefter Odoaker. 
Odoaker bekendte sig til arianismen, selvom at han højst sandsynligt var født asetroende.